# William Carvalho
William Silva de Carvalho, född 7 april 1992 i Luanda, Angola, är en portugisisk fotbollsspelare som spelar som mittfältare för mexikanska laget Pachuca samt Portugals landslag.
Carvalho gjorde sin debut i landslaget 19 november 2013 i den andra playoff-matchen till VM 2014 mot Sverige, som Portugal vann med 3–2. Han var uttagen i Portugals trupp till EM 2016, när de tog guld. Han var även med när Portugal tog brons i Confederations Cup 2017 och spelade både VM 2014 och 2018.

## Karriär
Den 13 juli 2018 skrev William Carvalho på för fem år med Real Betis. Övergången kostade Betis omkring 20 miljoner euro. I september 2022 förlängde han sitt kontrakt i Real Betis fram till 2026.